# Lipnița
Lipnița è un comune della Romania di 3 365 abitanti, ubicato nel distretto di Costanza, nella regione storica della Dobrugia.
Il comune è formato dall'unione di 7 villaggi: Canlia, Carvăn, Coslugea, Cuiugiuc, Goruni, Izvoarele, Lipnița.